# Mont Essali
 (février 2017).
Si vous disposez d'ouvrages ou d'articles de référence ou si vous connaissez des sites web de qualité traitant du thème abordé ici, merci de compléter l'article en donnant les références utiles à sa vérifiabilité et en les liant à la section « Notes et références ».
Le mont Essali, ou Essal, qui culmine à 890 m, est le plus haut sommet de l'Adrar des Ifoghas et le deuxième plus haut sommet du Mali après le Hombori Tondo dans les monts Hombori.

## Géographie
Le mont Essali est situé dans la commune de Boghassa dans le cercle d'Abeïbara dans la région de Kidal au Nord Mali. Il se situe à dix kilomètres de la frontière algérienne. La localité de Boghassa est construite sur son versant sud.